# Місцеві вибори в Херсонській області 2020
Місцеві вибори у Херсонській області 2020 — вибори депутатів Херсонської обласної ради, районних рад, Херсонської міської ради та вибори Херсонського міського голови, що відбулися 25 жовтня 2020 року в рамках проведення місцевих виборів у всій країні.

## Вибори мера

### Херсон
I тур
| Кандидат                                             | %       | Голосів |
| ---------------------------------------------------- | ------- | ------- |
| 1. Ігор Колихаєв («Партія Колихаєва „Нам тут жити“») | 30,75 % | 22 777  |
| 2. Володимир Сальдо («Блок Володимира Сальдо»)       | 17,09 % | 12 660  |
| 3. Михайло Опанащенко («ОПЗЖ»)                       | 12,67 % | 9 386   |
| 4. Юрій Кирилов («Слуга народу»)                     | 10,50 % | 7 778   |
| 5. Іван Глухов («ЄС»)                                | 5,45 %  | 4 039   |

II тур
Мером міста було обрано Ігоря Колихаєва, народного депутата ВРУ IX скл. від партії «За майбутнє».
| Кандидат                                             | %       | Кандидат |
| ---------------------------------------------------- | ------- | -------- |
| 1. Ігор Колихаєв («Партія Колихаєва „Нам тут жити“») | 63,59 % | 34 125   |
| 2. Володимир Сальдо («Блок Володимира Сальдо»)       | 33,79 % | 18 135   |

### Нова Каховка
I тур
| Кандидат                                  | %       | Голосів |
| ----------------------------------------- | ------- | ------- |
| 1. Володимир Коваленко («Слуга народу»)   | 60,15 % | 8 657   |
| 2. Параскева Джуманіязова («За майбутнє») | 16,86 % | 2 427   |
| 3. Ірена Лепень («ЄС»)                    | 14,23 % | 2 048   |

## Вибори до обласної ради
| Місце | Партія                                | % голосів | Кількість голосів | Усього місць |
| ----- | ------------------------------------- | --------- | ----------------- | ------------ |
| 1     | Опозиційна платформа — За життя       | 20,57 %   | 48 775            | 15 / 64      |
| 2     | Партія Ігоря Колихаєва «Нам тут жити» | 18,11 %   | 42 942            | 13 / 64      |
| 3     | Слуга народу                          | 15,3 %    | 36 283            | 11 / 64      |
| 4     | Європейська Солідарність              | 9,56 %    | 22 674            | 7 / 64       |
| 5     | Наш край                              | 8,82 %    | 22 552            | 7 / 64       |
| 6     | ВО «Батьківщина»                      | 7,63 %    | 18 111            | 6 / 64       |
| 7     | Блок Володимира Сальдо                | 5,09 %    | 12 007            | 5 / 64       |